# 78-я стрелковая дивизия (1-го формирования)
78-я стрелковая дивизия — формирование (соединение, стрелковая дивизия) РККА (ВС СССР) до и во время Великой Отечественной войны. Сформирована на территории СибВО в 1932 году. 17 марта 1942 года преобразована в 9-ю гвардейскую стрелковую дивизию.

## История
Сформирована 3 апреля 1932 года в г. Томске на базе 40-го стрелкового полка и Томской стрелковой дивизии как 78-я стрелковая дивизия (1-го формирования). В 1940 году была передислоцирована в Хабаровск.
К началу Великой Отечественной войны дислоцировалась в Уссурийском крае, входила в состав Дальневосточного фронта.
В октябре 1941 года дивизия была переброшена с Дальнего Востока под Москву, в район города Истра, и вошла в состав 16-й армии Западного фронта.
С 1 ноября 258-й стрелковый полк дивизии занял участок фронта на линии Мары — Слобода — Городище по реке Озерна с задачей прикрывать Волоколамское шоссе. Остальная часть дивизии была оставлена в качестве резерва 16-й армии. С противоположной стороны фронта ей противостояла 252-я немецкая пехотная дивизия.
4 и 5 ноября 258-й стрелковый полк при поддержке артиллерийских частей дивизии принимал участие в частной наступательной операции 16-й армии. Его целью было захватить село Михайловскоеи оседлать дорогу, которая проходила возле села  , с целью недопущения переброски по ней войск противника. Боевую задачу полку удалось выполнить частично: на западном берегу реки Озерна, в районе деревни Федчино, был создан плацдарм, но село Михайловское взять не удалось.
6 и 7 ноября противник контратаковал позиции 258-го полка в районе Федчино, введя в бой части дивизии СС «Рейх». На протяжении этих двух дней и последующей недели немцы безрезультатно пытались выбить полк с плацдарма у Федчино. В этих боях части полка понесли серьёзные потери: в некоторых ротах насчитывалось по 40-50 человек. Однако остальная часть дивизии — два стрелковых полка — в бой по-прежнему не вводилась. По распоряжению командования армии, она находилась во втором эшелоне обороны.
Решающий момент наступил 16 ноября. В этот день всей дивизии было приказано перейти в наступление с задачей занять село Михайловское и близлежащие деревни Барынино и Ваюхино.
Приказом НКО СССР № 342 от 26 ноября 1941 года за проявленную отвагу в боях, стойкость, мужество и героизм личного состава 78-я стрелковая дивизия преобразована в 9-ю гвардейскую стрелковую дивизию.

## Состав
- 40-й стрелковый полк,
- 131-й стрелковый полк,
- 258-й стрелковый полк,
- 159-й лёгкий артиллерийский полк,
- 210-й гаубичный артиллерийский полк,
- 139-й отдельный истребительно-противотанковый дивизион,
- 435-й отдельный зенитный артиллерийский дивизион,
- 60-й разведывательный батальон,
- 89-й сапёрный батальон,
- 110-й отдельный батальон связи,
- 104-й медико-санитарный батальон,
- 168-я автотранспортная рота (70-й автотранспортный батальон),
- 25-й полевой автохлебозавод,
- 485-я полевая почтовая станция,
- 451-я полевая касса Госбанка.

Дивизия насчитывала 14 тысяч человек личного состава. Имелось свыше 130 артиллерийских и 60 миномётных стволов, а также 12 тяжёлых гаубиц. В разведывательном батальоне — 23 лёгких танка, в автопарке — 450 единиц автотранспорта.

## Подчинение
- на 01.07.1941 г. — Дальневосточный фронт — фронтовое подчинение
- на 07.07.1941 г. — Дальневосточный фронт — фронтовое подчинение
- на 01.08.1941 г. — Дальневосточный фронт — 35 А
- на 01.09.1941 г. — Дальневосточный фронт — 35 А
- на 01.10.1941 г. — Дальневосточный фронт — 35 А
- на 01.11.1941 г. — Западный фронт — фронтовое подчинение
- Принимала участие в боевых действиях под Москвой и Калинином в составе 16-й, -24-й, 5-й и 31-й армий

## Командование
- Червинский, Анатолий Николаевич, полковник — (05.1939 — 03.1940)
- Зайцев, Владимир Александрович комбриг (с 04.06.1940 генерал-майор), — (03.1940 — 04.03.1941)
- Киндюхин, Василий Аркадьевич, полковник (04.03.1941 — 11.07.1941)
- Белобородов, Афанасий Павлантьевич, генерал-майор (12.07.1941 — 14.10.1942)

## Известные люди, связанные с дивизией
- Батраков, Матвей Степанович  —  С 07.1937 начальник полковой школы младшего комсостава 40-го Новосибирского сп, с 09.1938 г. – начальник учебной части курсов младших лейтенантов при этой дивизии, затем – зам.командира по строевой части 234-го Барнаульского сп до 09.1939.

## Память
Дивизия упомянута на плите мемориального комплекса «Воинам-сибирякам», Ленино-Снегирёвский военно-исторический музей.

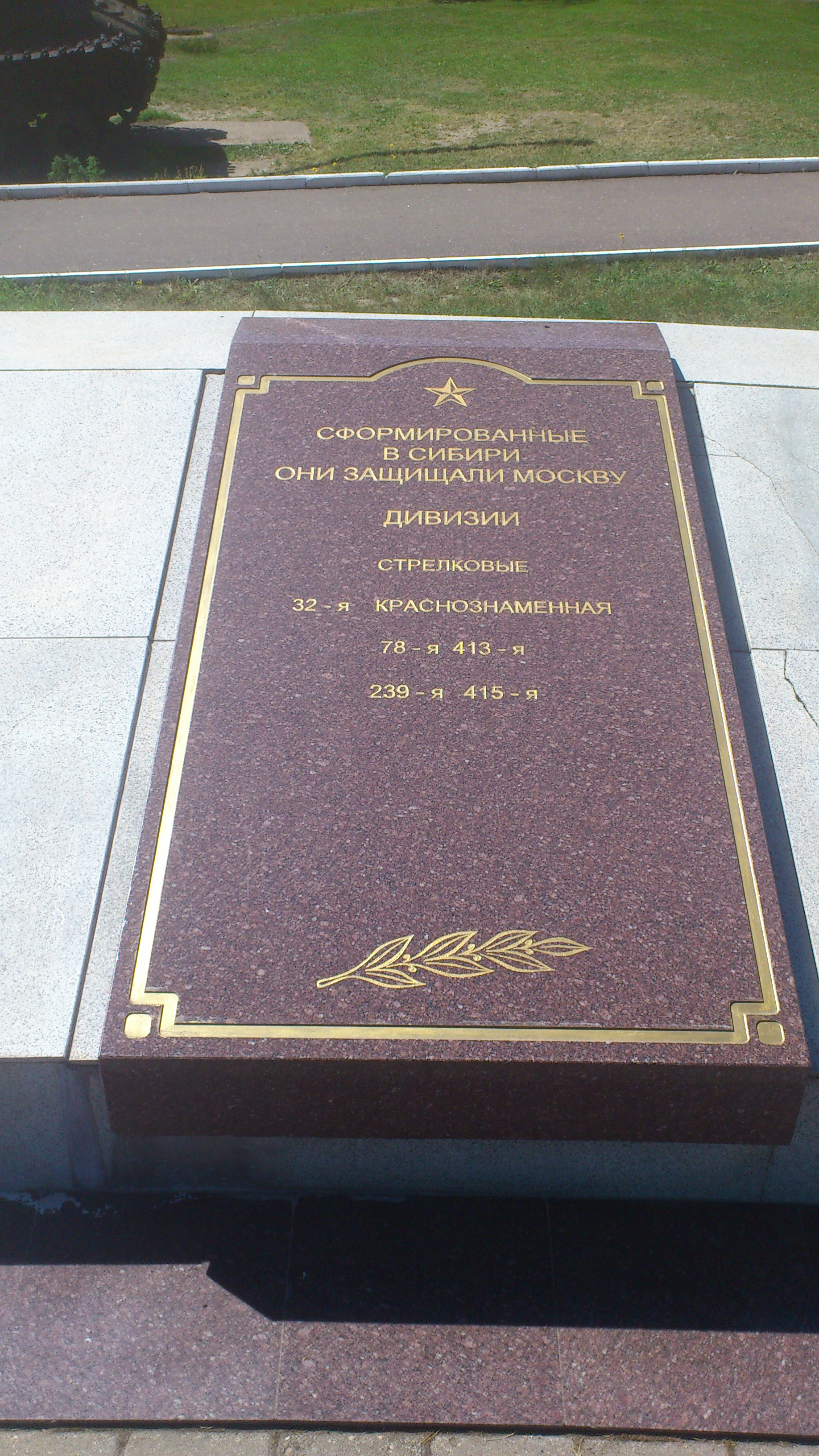
«Сформированные в Сибири, они защищали Москву» — на плите мемориального комплекса «Воинам-сибирякам».
Мемориальный комплекс «Воинам-сибирякам», Ленино-Снегирёвский военно-исторический музей.
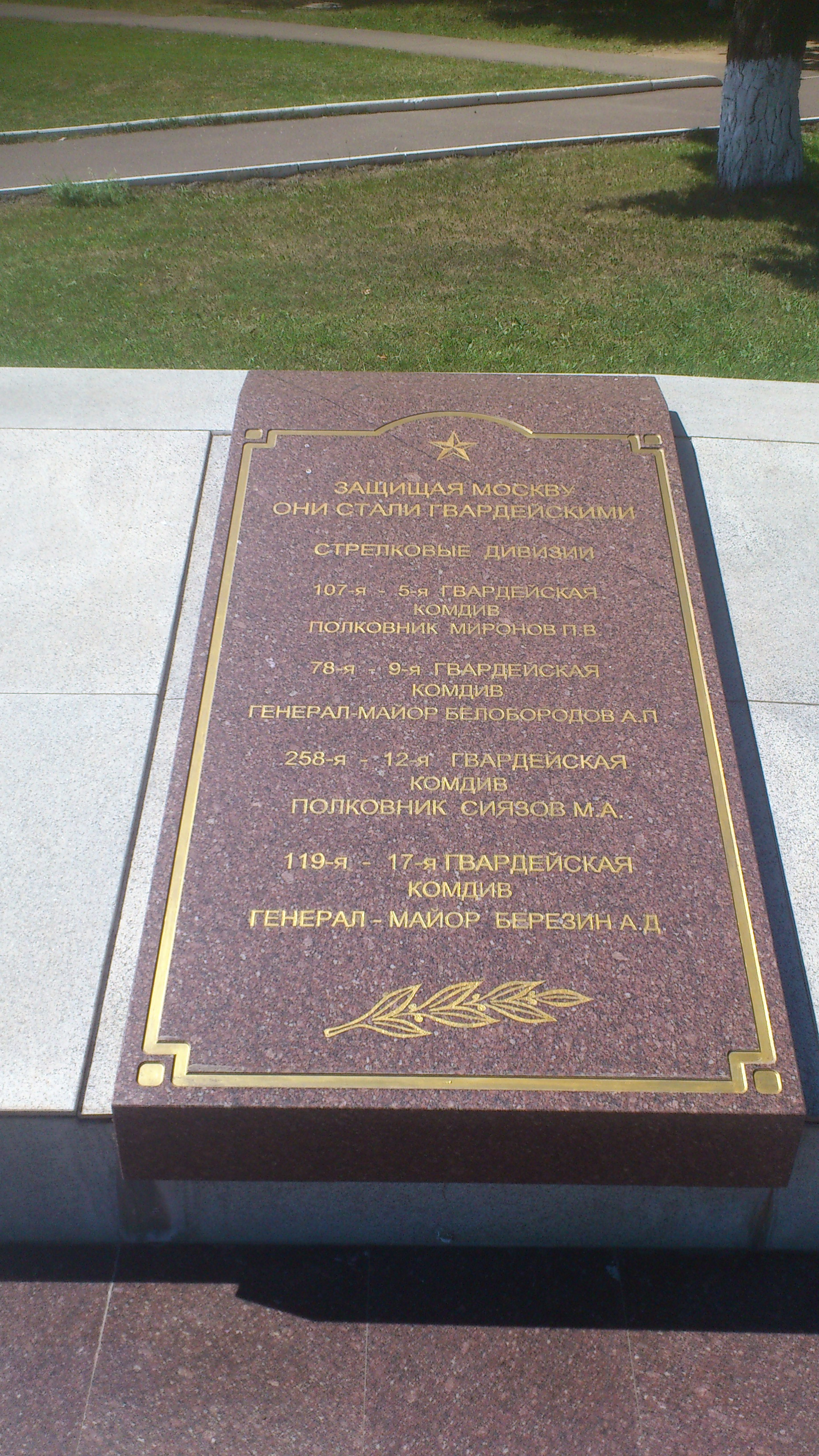
«Защищая Москву, они стали гвардейскими» — на плите мемориального комплекса «Воинам-сибирякам».